# 芭絲特
芭絲特（英語：Bastet）是埃及神話中貓首人身的女神。她的名字有時候也被拼為巴亞斯特（Baast），巫巴絲特（Ubaste）或巴斯特（Bast）。
早在埃及第二王朝（西元前2890年）左右，便開始有受人崇拜的紀錄，在上下埃及的統一之前，她曾經是下埃及的戰爭女神，與之相對的是上埃及的獅子女神塞赫麥特，兩者為一體兩面的女神，塞赫麥特代表強大的戰士與保護者，芭絲特則越來越多被描述為溫柔守護以及貓的形象。

## 角色
在最古老的神話中，芭絲特本來是擁有獅子頭部的女戰神，但後來慢慢變化成現在常見的貓女神形象，在希臘統治的時期，更進一步被轉化成代表月亮的神明。
芭絲特作為下埃及的守護神，曾經為法老的守護者，在太陽神拉上位之後，芭絲特和其他獅子女神（包括泰芙努特，塞赫麥特，哈托爾）成為太陽神的從屬「拉之眼」（Eye of Ra）。不少壁畫都描繪紀錄芭絲特和太陽神拉的大敵，混沌之蛇阿佩普戰鬥的故事。
芭絲特的名字也和埃及人存放香膏的陶瓶有關，所以有時候也被稱為『芬芳的守護者』。除此之外，也是家庭的守護神，象徵了對疾病和邪靈的對抗。
芭絲特的雕像通常都由雪花石膏製成，手中有時候會拿著西斯特爾叉鈴（sistrum）和獅子頭裝飾的項圈（aegis）。

### 崇拜
芭絲特的主要崇拜中心位於布巴斯提斯，靠近尼羅河三角洲那裡、現今名為宰加濟格的地方。在古時候，那個地方被稱為帕巴斯特（Per-Bast），也就是芭絲特之家的意思。
希臘歷史學家希羅多德在公元前五世紀時曾遊覽埃及，他在著作中詳細地描寫過芭絲特的神殿。
芭絲特的神殿和許多被稱為拉之眼的神明的神殿相似，外面呈三面環河的結構。神殿本殿則是邊長約千米的正方形結構，由於位於城市的中央，所以站在上面能俯瞰整座城市。

### 祭典
希羅多德提到芭絲特紀念日在布巴斯提斯的祭典是古埃及最重要的節日之一。據說在每年一度的祭典期間，超過七十萬人（只包括成年男女）會乘船到訪布巴斯提斯。

## 外部資料
- Herodotus, ed. H. Stein (et al.) and tr. AD Godley (1920), Herodotus 1. Books 1 and 2. Loeb Classical Library. Cambridge, Mass.
- E. Bernhauer, "Block Statue of Nefer-ka （页面存档备份，存于）", in: M. I. Bakr, H. Brandl, Faye Kalloniatis (eds.): Egyptian Antiquities from Kufur Nigm and Bubastis. Berlin 2010, pp. 176–179 ISBN 978-3-00-033509-9.
- Velde, Herman te. . Karel van der Toorn; Bob Becking; Pieter W. van der Horst  (编).  2nd. Leiden: Brill Academic: 164–5. 1999. ISBN 90-04-11119-0.
- Serpell, James A. . Dennis C. Turner; Paul Patrick Gordon Bateson  (编). : 177–192.   [2017-08-04]. （原始内容存档于2016-12-23）.